# Неживий Олексій Іванович
Олексі́й Іва́нович Неживи́й, Олекса Неживий (9 березня 1957, с. Хитці, Полтавська область — 17 червня 2019, Полтава) — український письменник, літературознавець, вчений, журналіст, краєзнавець, педагог, доктор філологічних наук, професор, член Національної спілки письменників України, Національної спілки журналістів України та Національної спілки краєзнавців України.

## Біографія
Народився 9 березня 1957 року в селі Хитці Лубенського району Полтавської області. Закінчив 1974 року Калайденцівську середню школу. Потім заочно навчався в Харківському державному університеті (нині — Харківський національний університет ім. В. Н. Каразіна), учителював, пройшов армійську службу.
З осені 1977 по 1980 рік викладав українську мову і літературу у Хитцівській восьмирічній школі.

У 1984 році закінчив українське відділення філологічного факультету Луганського державного педагогічного інституту ім. Тараса Шевченка. Працював на кафедрі філологічних дисциплін педагогічного інституту.

1993—1997 роки — викладач Луганського інституту внутрішніх справ МВС України.

У 1994 році захистив кандидатську дисертацію на тему «Педагогічна спадщина Бориса Грінченка».

З 1997 року — доцент кафедри української літератури, член Національної спілки письменників України.

1999—2004 роки , та з 2018 р. — голова Луганської обласної організації НСПУ.

27 лютого 2013 року захистив першу в Україні докторську дисертацію за спеціальністю «10.01.09. — літературне джерелознавство і текстологія» у Львівському національному університеті ім. Івана Франка за темою «Наукова біографія і творча спадщина Григора Тютюнника: джерелознавча і текстологічна проблематика».

У 2013 році рукоположений в сан диякона в Українській православній церкві Київського патріархату.
Останніми роками працював у Полтаві (Інститут післядипломної освіти учителів) після вимушеного переселення із окупованого Луганська.

## Видання
Автор книг:
- «Григір Тютюнник і Луганщина» (1989);
- «Луганщина літературна» (1993);
- «Для рідного слова» (1994);
- «Від слова до пісні» (1996);
- «Споріднені творчістю» (1998);
- «Освячені Шевченковим ім'ям» (1998);
- підручники з літератури рідного краю для 9, 10, 11 класів (2001—2002);
- «Григір Тютюнник: Образ України — здавна й по сьогодні»;
- «З ім'ям Тараса Шевченка»;
- «Життя у слові. Джерелознавча проблематика творчості Григора Тютюнника».
- «Уклін рідній землі полтавській» (2015);
- «Зізнання» (2018).

Олексій Неживий вбачав своє покликання в літературознавчих дослідженнях і наголошував: «Досліджувати письменника — це оприлюднювати та поширювати його творчий доробок». Свідченням цьому є понад 300 наукових і науково-популярних публікацій автора, а також виступи на радіо й телебаченні.

## Нагороди
Нагороджений знаком «Відмінник освіти України», медаллю Бориса Грінченка Луганського обласного благодійного фонду «Благовіст», медаллю «Почесна відзнака» Національної спілки письменників України.
Лауреат Всеукраїнських премій ім. Івана Огієнка (2005), «Благовіст» (2006), ім. Бориса Грінченка (2009), ім. Дмитра Нитченка (2011), Полтавської обласної премії ім. Панаса Мирного (2011), літературно-мистецьких премій ім. Володимира Сосюри, ім. Василя Симоненка, ім. Володимира Малика та обласної премії ім. «Молодої гвардії» (1990).

## Вшанування
- В Дніпрі є вулиця імені Олексія Неживого.